# Порто — Санта-Руфина (субурбикарная епархия)
Порто — Санта-Руфина (лат. Sedes suburbicaria Portuensis-Sanctae Rufinae, итал. Sede suburbicaria di Porto-Santa Rufina) — субурбикарная епархия Римской епархии.

## Территория

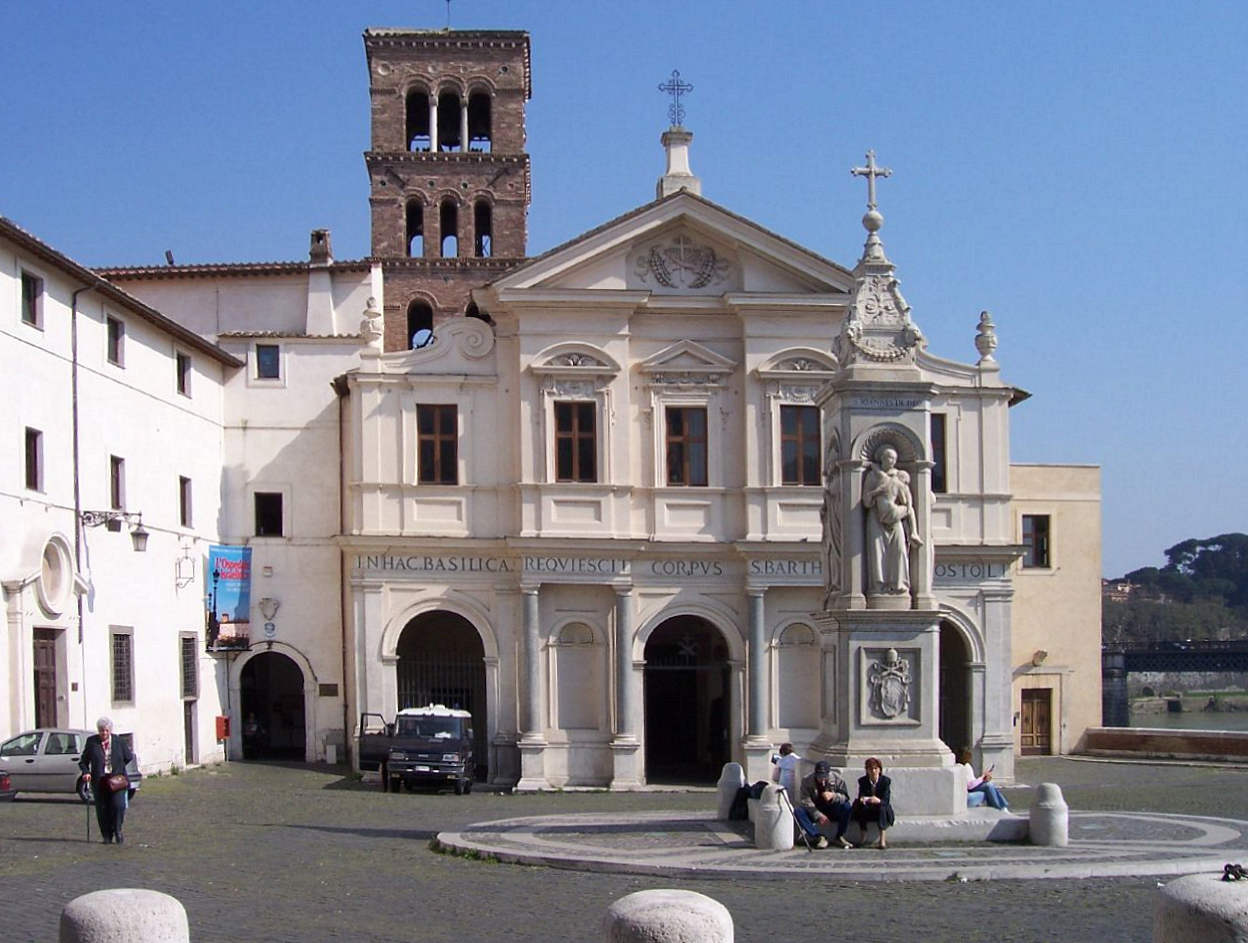
Собор Св. Бартоломео на острове в течение длительного времени был кафедральным собором епархии Порто

Епархия охватывает огромную территорию, которая простирается к северо-западу от города Рима, в том числе включает территории муниципальных образований: Фьюмичино, Черветери, Ладисполи, Санта-Маринелла, Риано, Кастельнуово-ди-Порта, и часть территорий принадлежащих XV, XVI, XVIII, XIX и ХХ муниципалитетам Рима.
Соборный храм посвящён Священному Сердцу Иисуса и Марии и находится на территории римского муниципалитета Ла Сторта. До его строительства и освящения, в 1950 году, кафедральным собором являлся собор Святых Ипполито и Люсии в Порто-Траяно. Церковь Санта Мария Маджоре ди Черветери является самым древним собором епархии.
Территория епархии состоит из 55 приходов, объединённых в 5 викариатов: Кастельнуово-ди Порто, Порто Романо, Сельва Кандида, Маккарезе, Черветери-Ладисполи-Санта Маринелла.

## История
Эта епархия образована из двух субурбикарных епархий: Порто и Санта Руфина.

### Порто
Христианская вера укоренилась в районе Порто достаточно быстро. Известны различные имена погибших в Порто: Ипполит — первый епископ Порто, принял мученическую смерть 250 году. Его мощи были обнаружены в 1975 году во время археологических раскопок на Святом острове Святой (Фьюмичино).
Сенатор Паммакиус в 370 году построил большой xenodochium, или место отдыха для пилигримов. Среди других епископов известены:
- Донато (даты жизни неизвестны), который построил базилику Sant’Eutropio;
- Феликс, современник Св. Григорий Великий,
- Иоанн, легат 6-го Генерального совета (680 год);
- Грегорио, который сопровождал Папу Константина в Константинополь (710 год);
- Цитонатус, присутствовал на посвящении антипапы Константина (767 год),
- Родоальдус который поступил вразрез с инструкций в случае с Фотием в Константинополе (862 год), и был свергнут за содействие в разводе Лотаря II Лотарингского,
- Формоз ставший Папой (891 год),
- Бенедикт (963 год), который проводил посвящение антипапы Льва VIII,
- Григорий III (между [985—991 годами), построивший систему орошения епархии,
- Папы Бенедикт VIII и Бенедикт IX — оба были епископами Порто;
- Маврикий (1097 год), посланный Пасхалий II для восстановления порядка на Святой Земле.

Формоза, вероятно, во второй половине IX века, перенёс место пребывания епархии на остров Тиберина, где был построен новый собор епархии. Изначальная территория епархии, после нашествия сарацин обезлюдела, и от неё пришлось отказаться. В 1018 году буллой Quoties illa Папы Бенедикта VIII управление епархии окончательно перенесено в собор Сан-Бартоломео на Тибериане.
Исторически сложилось, что епископы Порто были вторыми в Священной Коллегии кардиналов, после епископов Остии, которые были первыми.

### Сельва Кандида — Санта Руфина
Первые свидетельства о существовании епархии Санта Руфина относится к V веку, когда епископ Адеодатус (501 год) принял участие в состоявшемся совете у папы Симмаха; епископу Валентину, викарию Рима во время отсутствия папы Вигилия, были отрублены руки по приказу короля остготов Тотилы. Среди других епископов Санта Руфина следует упомянуть: Тиберия (594 год), Урса (680 год), Никиту (710 год), Хильдебранда (906 год) и Петра II (1026—1049 годы), которые включили в свою юрисдикцию город Леонине, Трастевере, и остров Тиберина. Резиденцией епископов Сельва Кандида находилась на острове Тиберина, рядом с церковью Св. Адальберта и Паолино, в то время как епископы Порто находились на этом же острове, близ церкви Сан-Джованни. Епископы Сельва Кандида, благодаря тому, что границы епархии подходили к реке Тибр, пользовались большими прерогативами, связанными с возможностью проведения церемоний в Соборе Святого Петра, потому что он находился на территории епархии. Эти льготы были постепенно отменены лишь после окончания Авиньонского пленения пап, когда папа перенес свою резиденцию из Латеранского дворца в Ватикан.
Самым известным из прелатов был кардинал Умберто ди Сельва Кандида (1057—1063 годы), который сопровождал папу Льва IX из Бургундии в Рим и был отправлен в Константинополь, чтобы разрешать спорные вопросы с патриархом Михаилом Керуларием. Выступал против ошибок греков и против Беренгера (1051—1063 годы). Последним епископ этой епархии был Мейнард.

### Порто и Санта Руфина
Папа Калликст II (1119—1124 годы) объединил епархию Порто с епархией Сельва Кандида (Санкта Руфина).
Среди наиболее известных из кардиналов-епископов объединённой епархии следует отметить:
- Петра (1116—1123 годы);
- Теодевина (1133 год), немца, направлявшего различные миссии в Германию и на Святую землю;
- Бернарда (1159 год), который способствовал установлению мира между папой Адрианом IV и императором Фридрихом I Барбаросса;
- Теодоний (1177 год), который рассмотрел дело Святого Томаса Бекета;
- Ченчио Савелли (1219 год);
- Романо Бонавентура (1227 год), которые получили подтверждение всех прав своей епархии;
- Оттон Кандидо (1243 год), маркиз де Монферрато, несколько раз, в качестве легата папы Иннокентия IV при дворе императора Фридриха II;
- Роберт Килуордби, бывший архиепископ Кентерберийский, отравленный в Витербо (1279),
- Маттео д’Акваспарта (1290 год), бывший генерал ордена младших братьев (францисканцев) и известный богослов;
- Джованни Минио (1302 год), генерал францисканцев,
- Жак д’Юэз (1312 год) будущий папа Иоанн XXII;
- Пьетро Орсини (1374 год), который позднее вступил в западный раскол.

28 июля 1452 года епархия Санта Руфина была отделена от епархии Порто, но уже в следующем году, после смерти кардинал Франческо Кондульмера, были вновь объединены.
Впоследствии занимали епископскую кафедру:
- Родриго Борджиа (1476 год), будущий папа Александр VI;
- Джан Пьетро Карафа (1553 год), будущий папа Павел VI,
- Алессандро Фарнезе-младший (1578 год);
- Ульрих Карпенья (1675 год), который оставил наследство, чтобы оплатить стоимость народных миссий, которые будут проводиться каждые четыре года;
- Пьетро Оттобони (1687 год), будущий папа Александр VIII,
- Флавио Киджи (1693 год), который расширил и украсил собор,
- Винченцо Мария Орсини (1715 год), будущий папа Бенедикт XIII;
- Бартоломео Пакка (1821 год).

С XVI века кафедра Порто и Санта Руфина была закреплена за вице-деканами Коллегии кардиналов, в случае смерти декана или его избрания на папство, вице-декан сменял его и занимал должность епископа Остии и Веллетри. Этим объясняется частая смена епископов.
В начале XIX века епархия находилась в упадке, так, что её епископ Леонардо Антонелли назвал её «чистым и сухим скелетом». Причинами упадка были нашествие сарацин и нездорового климата. Согласно переписи 1853 года на территории епархии проживало 3.030 жителей и действовало 12 приходов.
10 декабря 1825 года Чивитавеккья была отделена от епархии Витербо и Тускания и объединена с епархией Порто и Санта Руфина, а 14 июня 1854 года была отделена и соединена с Корнето (в настоящее время епархия Чивитавеккья-Тарквинии).
Кардинал Луиджи Ламбрускини восстановил собор и епископский дворец в Порто.
5 мая 1914 года Папа Пий X, Motu proprio Edita a Nobis, отменил закрепление епархии за вице-деканом Коллегии кардиналов.
В 1921 году численность населения епархии было около 10000 постоянных жителей и до 12000 сезонных сельскохозяйственных рабочих. Насчитывалось 19 приходов. В 1930-е годы, из-за эпидемии малярии, область оставалась практически необитаемой.
В 1926 году немецкий иезуит Леопольд Фонк (Leopold Fonck) начал строительство храма в честь святой Маргариты Марии, работа осталась незавершенной, пока в 1948 году кардинал Эжен Тиссеран не возобновил строительство. Через два года, 25 марта 1950 года, здание было закончено и посвящено Священному Сердцу Иисуса и Марии и сделано кафедральным собором епархии.
С назначением 2 февраля 1967 года архиепископа Андреа Панграцио (Andrea Pangrazio), началась линия епископов, не кардиналов, в соответствии с Motu proprio Suburbicariis Sedibus от 11 апреля 1962 года.
С 30 сентября 1986 года епархия приняла имя Субурбикарная епархия Порто-Санта Руфина.

## Список епископов

### Епископы Порто
- Григорий † (314 год)
- Цитонат † (767 год)
- Иоанн † (797 год — между 814 и 826 годами)
- Стефан † (первый раз в 826—853 годах)
- Родоальд † (с 853 года по 864 год, свергнут)
- Формоз † (с 864 года по 876 год, свергнут)
- Вальперт † (876—883 годы)
- Валентин † (883 год)
- Формоз † (второй раз в 883—891 годах)
- Сильвестр † (891—898 годы)
- Хрисогон † (после 904 года — до 956 года)
- Константин † (956—960 годы)
- Бенедикт † (с 960 года по 964 год, свергнут)
- Бенедикт † (второй раз с 967 года до 969 года или до 985 года)
- Григорий II (985—991), также кардинал-епископ Остии (964—969) и Альбано (969—985);
- Бенедикт † (998—1001 годы)
- Теофилакт (или Иоанн) † (1001—1012 годы)
- Бенедикт де Потио † (1012 год — около 1024 года)
- Джованни Понцио † (около 1025 года — 1033 год)
- Джованни † (1033—1046 годы)
- Джорджио † (1046 год — умер около 1049 года)
- Джованни Конти † (22 апреля 1049 года — умер в 1061 году или 1062 году)
- Джованни † (1066 год — умер после 1095 года)
  - Пьетро † (1080 год — умер около 1085 года) (псевдокардинал антипапы Климента III)
  - Иоанн † (около 1085 года — после 1089 года) (псевдокардинал антипапы Климента III)
- Маурицио † (около 1095 года — умер после 1101 года)
- Пьетро † (около 1100 года — после 1103 года)
- Винсент † (около 1106 года — умер до 1116 года)
- Пьетро † (1116 год — умер 7 декабря 1134 года)
  - Единая штаб-вартира в Санта Руфина с 1119 года.

### Епископы Санта Руфина (или Сельва Кандида)
- Тиберий † (594 год)
- Урс † (680 год)
- Никита † (710 год)
- Грегорио † (761—769 годы)
- Джованни † (823—826 годы)
- Leon † (863—867 годы)
- Тедоне (или Тидо) † (869—872 годы)
- Леон (?) † (872 год — не позднее 879 года)
- Грегорио † (879 — не позднее 884 года)
- Бенедикт † (884 — не позднее 906 года)
- Хильдебранд † (906—910 годы)
- Видони (или Тидо или Гвидо) † (963—969 годы)
- Крещенцио † (993 год — не позднее 1012 года)
- Бенедикт † (1012 год — около 1024 года)
- Грегорио † (после 1023 года — 1025 год)
- Пьетро † (1025 год или 1026 год — 1035 год)
- Бенедикт † (1035 год — около 1040 года)
- Пьетро † (около 1040 года — 1049 год или 1051 год)
- Крещенцио † (1049—1051 годы)
- Умберто ди Сильвакандида, O.S.B. † (1051 год — умер 5 мая 1061 года)
  - Мейнард (или Маджинардо), O.S.B.Cas. † (16 мая 1061 года — после 1070 года)
  - Адальберт или Альберт O.S.B. † (4 ноября 1084 года — февраль 1101 года, избран антипапой) (псевдокардинал антипапы Климента III)
  - Штаб-квартира в Порто с 1119 года

### Епископы Порто и Санта Руфина
- Теодвин (декабрь 1134—1153);
- Бернард (декабрь 1158—1176);
- Гильермо Матенго (1176—1177);
- Теодино дельи Атти (не позднее 1179—1186);
- Романо Бобоне (1189—1190);
- Пьетро Галлоциа (сентябрь 1190 — 25 февраля 1211);
- Бенедикт (1212 — 18 июля 1216);
- Ченцио (1217 — 24 июля 1217);
- Конрад фон Урах (8 января 1219 — 30 сентября 1227);
- Романо Бонавентура † (до 18 августа 1234 года — умер в 1243 году)
- Оддоне ди Монферрато † (28 мая 1244 года — умер в 1250 году или в 1251 году)
- Джакомо делла Порта † (декабрь 1251 года — умер 19 ноября 1253 года)
- Иоанн Толедо, O.Cist. † (24 декабря 1261 года — умер 13 июля 1275 года)
- Роберт Килуордби, O.P. † (12 марта 1278 года — умер 12 сентября 1279 года)
- Бернар де Лангиссель † (12 апреля 1281 года — умер 19 сентября 1291 года)
- Маттео Аккуаспарта, O.F.M. † (1291 год — умер 28 или 29 октября 1302 года)
- Джованни Минио да Моровалле, O.F.M. † (15 декабря 1302 года — умер в августе 1312 года)
- Жак д’Юэз † (не позднее 22 мая 1313 года — 7 августа 1316 года, избран Папой с именем Иоанн XXII)
- Бернард III де Кастане † (17 декабря 1316 года — умер 14 августа 1317 года)
- Беренже Фредоль младший † (1317 год — умер 11 июня 1323 года)
- Пьер д’Аррабле † (декабрь 1328 года — умер в марте 1331 года)
- Жан-Раймон де Коммингес † (1331 год — умер в 1348 году)
- Бернар д’Альби † (19 января 1349 года — умер 23 ноября 1350 года)
- Ги Булонский † (1350 год — умер 25 ноября 1373 года)
- Пьетро Корсини † (1374 год — умер 16 августа 1405 года)
  - Беренгер де Англесола † (29 мая 1406 года — умер 23 августа 1408 года) (псевдокардинал)
- Антонио Коррер (9 мая 1409 — 14 марта 1431), также кардинал-епископ Остии и Веллетри (14 марта 1431 — 19 января 1445);
  - Антонио Гаэтани † (2 июля 1409 года — умер 11 января 1412 года) (нелегитимный)
  - Луи де Бар † (22 сентября 1412 года — умер 23 июня 1430 года) (псевдокардинал)
- Бранда Кастильони † (14 марта 1431 года — 29 января 1440 года, назначен епископом Сабины)
- Доминго Рам Ланайа, C.R.S.A. † (7 марта 1444 года — умер 25 апреля 1445 года)
- Франческо Кондульмер † (апрель 1445 года — умер 30 октября 1453 года)
- Джон Кемп † (21 июля 1452 года — умер 22 марта 1454 года) (епископ Санта Руфина)
- Гийом де Эстутвиль (1454 — 26 октября 1461), также кардинал-епископ Остии и Валлетри (26 октября 1461 — 22 января 1483);
- Хуан Карвахаль † (26 октября 1461 года — умер 6 декабря 1469 года)
- Ричард Оливье де Лонгвиль † (1469 год — умер 19 августа 1470 года)
- Филиппо Каландрини (30 августа 1471 — 18 июля 1476), также кардинал-епископ Альбано (14 октября 1468 — 30 августа 1471);
- Родриго Борджиа (24 июля 1476 — 11 августа 1492), также кардинал-епископ Альбано (30 августа 1471 — 24 июля 1476), избран папой римским Александром VI;
- Джованни Мишель (31 августа 1492 — 10 апреля 1503), также кардинал-епископ Альбано (14 марта — 10 октября 1491) и Палестрины (10 октября 1491 — 31 августа 1492);
- Жорже да Кошта (10 апреля 1503 — 18 сентября 1508), также кардинал-епископ Альбано (10 октября 1491 — 14 мая 1501) и Фраскати (14 мая 1501 — 10 апреля 1503);
- Рафаэль Риарио (22 сентября 1508 — 20 января 1511), также кардинал-епископ Альбано (29 ноября 1503 — 3 августа 1507), Сабины (10 сентября 1507 — 22 сентября 1508) и Остии и Веллетри (20 января 1511 — 9 июля 1521);
- Доменико Гримани (20 января 1511 — 27 августа 1523), также кардинал-епископ Альбано (22 сентября 1508 — 3 июня 1509) и Фраскати (3 июня 1509 — 20 января 1511);
- Франческо Содерини (9 декабря 1523 — 18 декабря 1523), также кардинал-епископ Сабины (29 октября 1511 — 27 июня 1513), Палестрины (18 июля 1516 — 9 декабря 1523) и Остии и Веллетри (18 декабря 1523 — 17 мая 1524);
- Никколо Фиески (18 декабря 1523 — 20 мая 1524), также кардинал-епископ Альбано (5 февраля 1518 — 24 июля 1521), Сабины (24 июня 1521 — 18 декабря 1523) и Остии и Веллетри (20 мая 1524 — 15 июня 1524);
- Алессандро Фарнезе (20 мая 1524 — 15 июня 1524), также кардинал-епископ Фраскати (15 июня 1519 — 9 декабря 1523), Палестрины (9 декабря 1523 — 18 декабря 1523), Сабины (18 декабря 1523 — 20 мая 1524) и Остии и Веллетри (20 мая 1524 — 15 июня 1524), избран папой римским Павлом III;
- Антонио Мария Чокки дель Монте (15 июня 1524 — 20 сентября 1533), также кардинал-епископ Альбано (24 июля 1521 — 9 декабря 1523), Фраскати (9 декабря 1523 — 18 декабря 1523), Палестрины (18 декабря 1523 — 20 мая 1524) и Сабины (20 мая 1524 — 15 июня 1524);
- Джованни Пикколомини (26 сентября 1533 — 26 февраля 1535), также кардинал-епископ Альбано (24 июля 1524 — 22 сентября 1531), Палестрины (22 сентября 1531 — 26 сентября 1533) и Остии и Веллетри (26 февраля 1535 — 21 ноября 1537);
- Джованни Доменико де Купис (26 февраля 1535 — 28 ноября 1537), также кардинал-епископ Альбано (22 сентября 1531 — 16 декабря 1532), Сабины (16 декабря 1532 — 26 февраля 1535) и Остии и Веллетри (28 ноября 1537 — 10 декабря 1553);
- Бонифачо Ферреро (28 ноября 1537 — 2 января 1543), также кардинал-епископ Альбано (12 декабря 1533 — 5 сентября 1534), Палестрины (5 сентября 1534 — 26 февраля 1535) и Сабины (26 февраля 1535 — 28 ноября 1537);
- Антонио Сансеверино (8 января 1543 — 17 августа 1543);
- Марино Гримани (24 сентября 1543 — 28 сентября 1546), также кардинал-епископ Фраскати (13 марта 1541 — 24 сентября 1543);
- Джованни Сальвиати (8 октября 1546 — 28 октября 1553), также кардинал-епископ Альбано (8 января 1543 — 17 октября 1544) и Сабины (17 октября 1544 — 8 октября 1546);
- Джанпьетро Карафа (29 ноября 1553 — 11 декабря 1553), также кардинал-епископ Альбано (17 октября 1544 — 8 октября 1546), Сабины (8 октября 1546 — 28 февраля 1550), Фраскати (28 февраля 1550 — 29 ноября 1553) и Остии и Веллетри (11 декабря 1553 — 23 мая 1555), избран папой римским Павлом IV;
- Жан дю Белле (11 декабря 1553 — 29 мая 1555), также кардинал-епископ Альбано (28 февраля 1550 — 29 ноября 1553), Фраскати (29 ноября 1553 — 11 декабря 1553) и Остии и Веллетри (29 мая 1555 — 16 февраля 1560);
- Родольфо Пио ди Карпи (29 мая 1555 — 18 мая 1562), также кардинал-епископ Альбано (29 ноября 1553 — 11 декабря 1553), Фраскати (11 декабря 1553 — 29 мая 1555) и Остии и Веллетри (18 мая 1562 — 2 мая 1564);
- Франческо Пизани (18 мая 1562 — 12 мая 1564), также кардинал-епископ Альбано (29 мая 1555 — 20 сентября 1557), Фраскати (20 сентября 1557 — 18 мая 1562) и Остии и Веллетри (12 мая 1564 — 28 июня 1570);
- Федерико Чези (12 мая 1564 — 28 января 1565), также кардинал-епископ Палестрины (20 сентября 1557 — 18 мая 1562) и Фраскати (18 мая 1562 — 12 мая 1564);
- Джованни Джироламо Мороне (7 февраля 1565 — 3 июля 1570), также кардинал-епископ Альбано (13 марта 1560 — 10 марта 1561), Сабины (10 марта 1561 — 18 мая 1562), Палестрины (18 мая 1562 — 12 мая 1564), Фраскати (12 мая 1564 — 7 февраля 1565) и Остии и Веллетри (3 июля 1570 — 1 декабря 1580);
- Кристофоро Мадруццо] (3 июля 1570 — 5 июля 1578), также кардинал-епископ Альбано (14 апреля 1561 — 18 мая 1562), Сабины (18 мая 1562 — 12 мая 1564) и Палестрины (12 мая 1564 — 3 июля 1570);
- Алессандро Фарнезе (9 июля 1578 — 5 декабря 1580), также кардинал-епископ Сабины (12 мая 1564 — 7 февраля 1565), Фраскати (7 февраля 1565 — 9 июля 1578) и Остии и Веллетри (5 декабря 1580 — 2 марта 1589);
- Фульвио Джулио делла Корнья (5 декабря 1580 — 2 марта 1583), также кардинал-епископ Альбано (5 мая 1574 — 5 декабря 1580);
- Джакомо Савелли (9 марта 1583 — 5 декабря 1587), также кардинал-епископ Сабины (31 июля 1577 — 9 июля 1578) и Фраскати (9 июля 1578 — 9 марта 1583);
- Джованни Антонио Сербеллони (11 декабря 1587 — 2 марта 1589), также кардинал-епископ Сабины (9 июля 1578 — 5 октября 1578), Палестрины (5 октября 1578 — 4 марта 1583), Фраскати (9 марта 1583 — 11 декабря 1587) и Остии и Веллетри (2 марта 1589 — 18 марта 1591);
- Альфонсо Джезуальдо ди Конца (2 марта 1589 — 20 марта 1591), также кардинал-епископ Альбано (4 марта 1583 — 2 декабря 1587), Фраскати (2 декабря 1587 — 2 марта 1589) и Остии и Веллетри (20 марта 1591 — 14 февраля 1603);
- Иннико д’Авалос д’Арагона (20 марта 1591 — 20 февраля 1600), также кардинал-епископ Сабины (13 октября 1586 — 2 марта 1589) и Фраскати (2 марта 1589 — 20 марта 1591);
- Толомео Галльо ди Комо (21 февраля 1600 — 19 февраля 1603), также кардинал-епископ Альбано (2 декабря 1587 — 2 марта 1589), Сабины (2 марта 1589 — 20 марта 1591), Фраскати (20 марта 1591 — 21 февраля 1600) и Остии и Веллетри (19 февраля 1603 — 3 февраля 1607);
- Джироламо Рустикуччи (19 февраля 1603 — 14 июня 1603), также кардинал-епископ Альбано (30 марта 1598 — 21 февраля 1600) и Сабины (21 февраля 1600 — 19 февраля 1603);
- Джироламо Симончелли (16 июня 1603 — 24 февраля 1605), также кардинал-епископ Альбано (21 февраля 1600 — 24 апреля 1600) и Фраскати (24 апреля 1600 — 16 июня 1603);
- Доменико Пинелли (1 июня 1605 — 7 февраля 1607), также кардинал-епископ Альбано (19 февраля 1603 — 16 июня 1603), Фраскати (16 июня 1603 — 1 июня 1605) и Остии и Веллетри (7 февраля 1607 — 9 августа 1611);
- Джироламо Бернерио (7 февраля 1607 — 5 августа 1611), также кардинал-епископ Альбано (16 июня 1603 — 7 февраля 1607);
- Антонио Мариа Галли (17 августа 1611 — 16 сентября 1615), также кардинал-епископ Фраскати (1 июня 1605 — 28 мая 1608), Палестрины (28 мая 1608 — 17 августа 1611) и Остии и Веллетри (16 сентября 1615 — 30 марта 1620);
- Антонио Мария Саули (16 сентября 1615 — 6 апреля 1620), также кардинал-епископ Альбано (7 февраля 1607 — 17 августа 1611), Сабины (17 августа 1611 — 16 сентября 1615) и Остии и Веллетри (6 апреля 1620 — 24 августа 1623);
- Джованни Эванджелиста Паллотта (6 апреля 1620 — 22 августа 1620), также кардинал-епископ Фраскати (24 января 1611 — 6 апреля 1620);
- Бенедетто Джустиниани (31 августа 1620 — 27 марта 1621);
- Франческо Дель Монте (29 марта 1621 — 27 сентября 1623), также кардинал-епископ Палестрины (16 сентября 1615 — 29 марта 1621) и Остии и Веллетри (27 сентября 1623 — 27 августа 1626);
- Франческо Сфорца (27 сентября 1623 — 9 сентября 1624), также кардинал-епископ Альбано (5 марта 1618 — 6 апреля 1620) и Фраскати (6 апреля 1620 — 27 сентября 1623);
- Оттавио Бандини (27 сентября 1624 — 7 сентября 1626), также кардинал-епископ Палестрины (27 марта 1621 — 16 сентября 1624) и Остии и Веллетри (7 сентября 1626 — 1 августа 1629);
- Джованни Баттиста Дети (9 сентября 1626 — 20 августа 1629), также кардинал-епископ Альбано (7 июня 1623 — 2 марта 1626), Фраскати (2 марта 1626 — 9 сентября 1626) и Остии и Веллетри (20 августа 1629 — 13 июля 1630);
- Доменико Джиннази (20 августа 1629 — 15 июня 1630), также кардинал-епископ Палестрины (2 марта 1626 — 20 августа 1629) и Остии и Веллетри (15 июля 1630 — 12 марта 1639);
- Карло Эммануэле Пио ди Савойя (15 июня 1630 — 28 марта 1639), также кардинал-епископ Альбано (14 апреля 1627 — 15 июля 1630) и Остии и Веллетри (28 марта 1639 — 1 июня 1641);
- Марчелло Ланте (28 марта 1639 — 1 июля 1641), также кардинал-епископ Палестрины (20 августа 1629 — 8 октября 1629), Фраскати (8 октября 1629 — 28 марта 1639) и Остии и Веллетри (1 июля 1641 — 19 апреля 1652);
- Пьер Паоло Крешенци (1 июля 1641 — 19 февраля 1645);
- Франческо Ченнини де Саламандри (6 марта 1645 — 2 октября 1645);
- Джулио Рома (23 октября 1645 — 29 апреля 1652), также кардинал-епископ Фраскати (13 июля 1644 — 23 октября 1645) и Остии и Веллетри (29 апреля 1652 — 16 сентября 1652);
- Карло Медичи (29 апреля 1652 — 23 сентября 1652), также кардинал-епископ Сабины (6 марта 1645 — 23 октября 1645), Фраскати (23 октября 1645 — 29 апреля 1652) и Остии и Веллетри (23 сентября 1652 — 17 июня 1666);
- Франческо Барберини старший (23 сентября 1652 — 11 октября 1666), также кардинал-епископ Сабины (23 октября 1645 — 23 сентября 1652) и Остии и Веллетри (11 октября 1666 — 10 декабря 1679);
- Марцио Джинетти (11 октября 1666 — 1 марта 1671), также кардинал-епископ Альбано (9 июня 1653 — 2 июля 1663) и Сабины (2 июля 1663 — 11 октября 1666);
- Франческо Мария Бранкаччо (18 марта 1671 — 9 января 1675), также кардинал-епископ Сабины (11 октября 1666 — 30 января 1668) и Фраскати (30 января 1668 — 18 марта 1671);
- Ульдерико Карпенья (28 января 1675 — 24 января 1679), также кардинал-епископ Альбано (11 октября 1666 — 18 марта 1671) и Фраскати (18 марта 1671 — 28 января 1675);
- Чезаре Факкинетти (6 февраля 1679 — 8 января 1680), также кардинал-епископ Палестрины (14 ноября 1672 — 6 февраля 1679) и Остии и Веллетри (8 января 1680 — 31 января 1683);
- Карло Россетти (8 января 1680 — 23 ноября 1681), также кардинал-епископ Фраскати (19 октября 1676 — 8 января 1680);
- Никколо Альбергати Людовизи (1 декабря 1681 — 15 февраля 1683), также кардинал-епископ Сабины (13 сентября 1677 — 1 декабря 1681) и Остии и Веллетри (15 февраля 1683 — 9 августа 1687);
- Альдерано Чибо (15 февраля 1683 — 10 ноября 1687), также кардинал-епископ Палестрины (6 февраля 1679 — 8 января 1680), Фраскати (8 января 1680 — 15 февраля 1683) и Остии и Веллетри (10 ноября 1687 — 22 июля 1700);
- Пьетро Вито Оттобони (10 ноября 1687 — 6 октября 1689), также кардинал-епископ Сабины (1 декабря 1681 — 15 февраля 1683) и Фраскати (15 февраля 1683 — 10 ноября 1687), избран папой Александром VIII;
- Флавио Киджи старший (19 октября 1689 — 13 сентября 1693), также кардинал-епископ Альбано (18 марта 1686 — 19 октября 1689);
- Джакомо Францони (28 сентября 1693 — 9 декабря 1697), также кардинал-епископ Фраскати (10 ноября 1687 — 28 сентября 1693);
- Палуццо Палуцци Альтьери дельи Альбертони (27 января 1698 — 29 июня 1698, до смерти);
- Эммануэль де Буйон (21 июля 1698 — 15 декабря 1700), также кардинал-епископ Альбано (19 октября 1689 — 21 июля 1698) и Остии и Веллетри (15 декабря 1700 — 2 марта 1715);
- Никколо Аччайоли (5 декабря 1700 — 18 марта 1715), также кардинал-епископ Фраскати (28 сентября 1693 — 5 декабря 1700) и Остии и Веллетри (18 марта 1715 — 23 февраля 1719);
- Винченцо Мария Орсини де Гравина (18 марта 1715 — 29 мая 1724), также кардинал-епископ Фраскати (3 января 1701 — 18 марта 1715), избран папой Бенедиктом XIII;
- Фабрицио Паолуччи (12 июня 1724 — 19 ноября 1725), также кардинал-епископ Альбано (8 февраля 1719 — 12 июня 1724) и Остии и Веллетри (19 ноября 1725 — 12 июня 1726);
- Франческо Пиньятелли (19 ноября 1725 — 5 декабря 1734), также кардинал-епископ Сабины (26 апреля 1719 — 12 июня 1724) и Фраскати (12 июня 1724 — 19 ноября 1725);
- Пьетро Оттобони (15 декабря 1734 — 3 сентября 1738), также кардинал-епископ Сабины (29 января 1725 — 24 июля 1730), Фраскати (24 июля 1730 — 15 декабря 1734) и Остии и Веллетри (3 сентября 1738 — 29 февраля 1740);
- Томмазо Руффо (3 сентября 1738 — 29 августа 1740), также кардинал-епископ Палестрины (1 июля 1726 — 3 сентября 1738) и Остии и Веллетри (29 августа 1740 — 16 февраля 1753);
- Лодовико Пико делла Мирандола (29 августа 1740 — 10 августа 1743), также кардинал-епископ Альбано (9 апреля 1731 — 29 августа 1740);
- Аннибале Альбани (9 сентября 1743 — 21 октября 1751);
- Пьетро Луиджи Карафа (15 ноября 1751 — 9 апреля 1753), также кардинал-епископ Альбано (16 сентября 1740 — 15 ноября 1751) и Остии и Веллетри (9 апреля 1753 — 15 декабря 1755);
- Райньеро д’Эльчи (9 апреля 1753 — 12 января 1756), также кардинал-епископ Сабины (10 апреля 1747 — 9 апреля 1753) и Остии и Веллетри (12 января 1756 — 22 июня 1761);
- Джованни Антонио Гуаданьи (12 января 1756 — 15 января 1759), также кардинал-епископ Фраскати (23 февраля 1750 — 12 января 1756);
- Франческо Шипионе Мария Боргезе (12 февраля 1759 — 21 июня 1759), также кардинал-епископ Альбано (25 сентября 1752 — 12 февраля 1759);
- Джузеппе Спинелли (13 июля 1759 — 13 июля 1761), также кардинал-епископ Палестрины (9 апреля 1753 — 13 июля 1759) и Остии и Веллетри (13 июля 1761 — 12 апреля 1763);
- Камилло Паолуччи (13 июля 1761 — 11 июня 1763), также кардинал-епископ Фраскати (22 ноября 1758 — 13 июля 1761);
- Федерико Марчелло Ланте Монтефельтро делла Ровере (18 июля 1763 — 3 марта 1773);
- Джованни Франческо Альбани (15 марта 1773 — 18 декабря 1775), также кардинал-епископ Сабины (21 июля 1760 — 15 марта 1773) и Остии и Веллетри (18 декабря 1775 — 15 сентября 1803);
- Карло Реццонико младший (29 января 1776 — 26 января 1799);
- Леонардо Антонелли (2 апреля 1800 — 3 августа 1807), также кардинал-епископ Палестрины (21 февраля 1794 — 2 апреля 1800) и Остии и Веллетри (3 августа 1807 — 23 января 1811);
- Луиджи Валенти Гонзага (3 августа 1807 — 29 декабря 1808), также кардинал-епископ Альбано (1 июня 1795 — 3 августа 1807);
- Алессандро Маттеи (27 марта 1809 — 26 сентября 1814), также кардинал-епископ Палестрины (2 апреля 1800 — 27 марта 1809) и Остии и Веллетри (26 сентября 1814 — 20 апреля 1820);
- Джузеппе Мария Дориа Памфили (26 сентября 1814 — 10 февраля 1816), также кардинал-епископ Фраскати (26 сентября 1803 — 26 сентября 1814);
- Антонио Дуньяни (8 марта 1816 — 19 октября 1818), также кардинал-епископ Альбано (3 августа 1807 — 8 марта 1816);
- Джулио Мария делла Сомалья (21 декабря 1818 — 29 мая 1820), также кардинал-епископ Фраскати (26 сентября 1814 — 21 декабря 1818) и Остии и Веллетри (29 мая 1820 — 2 апреля 1830);
- Микеле Ди Пьетро (29 мая 1820 — 2 июля 1821), также кардинал-епископ Альбано (8 марта 1816 — 29 мая 1820);

### Епископы Порто и Санта Руфина и Чивитавеккья
- Бартоломео Пакка (13 августа 1821 — 5 июля 1830), также кардинал-епископ Фраскати (21 декабря 1818 — 13 августа 1821) и Остии и Веллетри (5 июля 1830 — 19 апреля 1844);
- Пьерфранческо Галлеффи (5 июля 1830 — 18 июня 1837), также кардинал-епископ Альбано (29 мая 1820 — 5 июля 1830);
- Эммануэле де Грегорио (2 октября 1837 — 7 ноября 1839), также кардинал-епископ Фраскати (18 мая 1829 — 2 октября 1837);
- Джованни Франческо Фальцакаппа (22 ноября 1839 — 18 ноября 1840), также кардинал-епископ Альбано (5 июля 1830 — 22 ноября 1839);
- Карло Мария Педичини (14 декабря 1840 — 19 ноября 1843);
- Винченцо Макки (22 января 1844 года — 11 июня 1847 года, назначен епископом Остии и Веллетри);
- Луиджи Эммануэле Никколо Ламбрускини, B. (11 июля 1847 года — 12 мая 1854 года, до смерти);

### Епископы Порто и Санта Руфина
- Марио Маттей † (23 июня 1854 года — 17 декабря 1860 года, назначен епископом Остии и Веллетри);
- Костантино Патрици Наро † (17 декабря 1860 года — 8 октября 1870 года, назначен епископом Остии и Веллетри);
- Луиджи Амат ди Сан Филиппо и Сорсо † (8 октября 1870 года — 12 марта 1877 года, назначен епископом Остии и Веллетри);
- Камилло ди Пьетро † (12 марта 1877 года — 15 июля 1878 года, назначен епископом Остии и Веллетри);
- Карло Саккони † (15 июля 1878 года — 24 марта 1884 года, назначен епископом Остии и Веллетри);
- Жан-Батист-Франсуа Питра, O.S.B. † (24 марта 1884 года — 9 февраля 1889 года, до смерти);
- Луиджи Орелья ди Санто Стефано † (24 мая 1889 года — 30 ноября 1896 года, назначен епископом Остии и Веллетри);
- Лючидо Мария Парокки † (30 ноября 1896 года — 15 января 1903 года, до смерти);
- Серафино Ваннутелли † (22 июня 1903 года — 19 августа 1915 года, до смерти);
- Антонио Вико † (6 декабря 1915 года — 25 февраля 1929 года, до смерти);
- Томмазо Пио Боджани, O.P. † (15 июля 1929 года — 26 февраля 1942 года, до смерти);
- Эжен Тиссеран † (18 февраля 1946 года — 21 февраля 1972 года, до смерти);

### Кардиналы-епископыс титулом Порто-Санта Руфина
- Паоло Марелла † (15 марта 1972 года — 15 октября 1984 года, до смерти);
- Агостино Казароли † (25 мая 1985 года — 9 июня 1998 года, до смерти);
- Роже Эчегарай † (24 июня 1998 года — 4 сентября 2019 года, до смерти);
- Беньямино Стелла (1 мая 2020 года — по настоящее время).

### Епископы Порто-Санта Руфина
- Андреа Панграцио † (2 февраля 1967 года — 7 декабря 1984 года, в отставке);
- Томмазо Пеллегрино Ронки, О. М. F. Cap. (7 декабря 1984 года — 9 ноября 1985 года, в отставке);
- Диего Натале Бона † (9 ноября 1985 года — 17 января 1994 года, назначен епископом Салуццо);
- Антонио Буонкристиани (21 июля 1994 года — 23 мая 2001 года, назначен архиепископом Сиена-Колле ди Валь д’Эльза-Монтальчино);
- Джино Реали, с 23 февраля 2002 года.

## Статистика
Епархию в конце 2004 года населяло 307000 человек, из них 300000 христиан, что составляет 97,7 % от общего числа жителей. Численность населения стремительно растет из-за роста населения города Рима за пределами кольцевой дороги.